# میکولا بهلی
نیکولای بهلی (اوکراینی: Микола Іванович Баглай؛ زادهٔ ۲۹ اکتبر ۱۹۷۶) بازیکن فوتبال اهل اوکراین است.
از باشگاه‌هایی که در آن بازی کرده‌است می‌توان به باشگاه فوتبال اسپارتاک ایوانو-فرانکیفسک اشاره کرد.